# Rheum macrocarpum
Rheum macrocarpum là một loài thực vật có hoa trong họ Rau răm. Loài này được Losinsk. miêu tả khoa học đầu tiên.